# Puberg
Puberg ist eine französische Gemeinde mit 368 Einwohnern (Stand 1. Januar 2021) im Département Bas-Rhin in der Region Grand Est (bis 2015 Elsass). Sie gehört zum Arrondissement Saverne und zum Kanton Ingwiller.

## Geografie
Die Gemeinde Puberg liegt im Gebiet der in Frankreich so genannten Nordvogesen und ist als solche Teil des Biosphärenreservats Pfälzerwald-Vosges du Nord.
Ihre Nachbargemeinden sind Rosteig im Nordosten, Zittersheim im Südosten, Hinsbourg im Südwesten, Frohmuhl und Weislingen im Westen.

## Geschichte
Von 1871 bis zum Ende des Ersten Weltkrieges gehörte Puberg als Teil des Reichslandes Elsaß-Lothringen zum Deutschen Reich und war dem Kreis Zabern im Bezirk Unterelsaß zugeordnet.

## Bevölkerungsentwicklung
| 1910 | 1962 | 1968 | 1975 | 1982 | 1990 | 1999 | 2006 | 2012 | 2014 |
| ---- | ---- | ---- | ---- | ---- | ---- | ---- | ---- | ---- | ---- |
| 419  | 312  | 314  | 332  | 306  | 313  | 346  | 343  | 341  | 341  |